# Guy Maddin
Guy Maddin CM OM (* 28. února 1956 Winnipeg, Manitoba, Kanada) je kanadský režisér, scenárista, spisovatel, kameraman a střihač, který režíroval mnoho celovečerních i krátkometrážních filmů. Maddin natočil svůj první film v roce 1985 a je jedním z nejznámějších a nejoceňovanějších kanadských režisérů.
Maddin natočil 12 celovečerních filmů a mnoho krátkých filmů, k tomu vydal i tři knihy a je autorem velkého množství uměleckých instalací. Několik z jeho posledních filmů čerpá inspiraci právě z těchto instalací a stejně tak i knihy, které píše, jsou spjaté s jeho filmovou tvorbou. Maddin je známý svou láskou ke ztraceným němým filmům, jejichž estetiku vnáší do své tvorby.
Maddin za svou kariéru sklidil spoustu chvály a dočkal se i akademické pozornosti, existují s ním dvě knihy rozhovorů a o jeho tvorbě vyšly i dvě rozsáhlé akademické studie. V roce 2009 mu byl udělen Řád Manitoby a od roku 2012 je členem Řádu Kanady.

## Život a Kariéra

### Mládí (1956–1984)
Guy Maddin je synem Herdis Maddinové (kadeřnice) a Charlese „Chase“ Maddina (mimo jiné byl i manažerem Maroons, winnipegského hokejového týmu). Maddin má tři starší sourozence: Rosse (1944), Camerona (1946-1963) a Janet (1949). Maddin chodil do veřejných škol ve Winnipegu – Greenway School a General Wolfe (základní školy) a Daniel McIntyre Collegiate Institute (střední škola).
Maddinovo dětství poznamenala tragédie – v lednu 1963 spáchal jeho bratr Cameron sebevraždu na hrobě své přítelkyně, která zemřela při autonehodě. Když Maddin vystudoval ekonomiku v roce 1977 na Winnipegské univerzitě, aniž by měl jakékoliv plány se stát režisérem, postihla ho další tragédie, jeho otec náhle zemřel na mrtvici. Roku 1977 se Maddin oženil s Marthou Jane Wauhgnovou, rok poté se jim narodila dcera Jilian a po dalším roce se pár rozvedl.
Po promoci se Maddin živil různě, byl například bankovní manažer, natěrač domů nebo i archivář fotografií. Také začal chodit do filmového kurzu na Manitobskou univerzitu, kde potkal profesora Stephena Snydera, který u sebe doma pravidelně pořádal promítání filmů ze školní knihovny. Maddin se jich účastnil a spolu s ním je navštěvovali i jeho přátelé, se kterými spolupracoval, jako například John Boles Harvie nebo režisér John Paizs. Filmy Johna Paizse a experimentální krátké filmy Stephena Snydera měly na Maddina silný vliv. Dále ho ovlivnily i filmy Zlatý Věk Luise Buñuela nebo Mazací Hlava od Davida Lynche. Maddin uvedl, že tyto filmy spolu s tvorbou Paizse a Snydera „jsou v mnoha ohledech primitivní. Měly malý rozpočet, hráli v nich neznámí neherci, spoléhali se na atmosféru a myšlenky. Byly neuvěřitelně upřímné, a tím pádem i pro mě zajímavé. Díky nim jsem si uvědomil, že tvorba filmů je pro mě reálná možnost." Maddin také potkal profesora George Tolese, který se podílel na scénáři ke mnoha Maddinovým filmům.

### The Dead FatheraTales from the Gimli Hospital(1985–1988)
Maddinův první krátkometrážní film (pracoval na něm jako režisér, scenárista, producent i kameraman) se jmenuje The Dead Father, jde o 25minutový černobílý film o mladém muži, jehož otec sice zemře, ale po smrti dál navštěvuje rodinu, aby vyjádřil nesouhlas se způsobem, jakým syn vede svůj život. Maddin začal film točit v roce 1982 a dokončil ho roku 1985.
Do hlavní role syna obsadil Johna Harvieho a roli mrtvého otce hrál profesor medicíny z Manitobské univerzity, Dr. Dan P. Snidal. The Dead Father byl natočen na 16mm černobílý film a v jeho stylu se odrážela přímá inspirace surrealisty, jako například dříve zmiňovaný Luis Buñuel nebo Man Ray. Kritici běžně citují závěrečnou scénu filmu jako příklad Maddinovy snové atmosféry, syn se v ní pokusí uzavřít svůj vztah s mrtvým otcem tím, že odhalí otcovu mrtvolu a pokusí se ji sníst s pomocí velké lžíce. Ale protože se mrtvý otec probudí, syn nemůže dokončit, co začal, a nakonec musí schovat otcovo tělo do truhly na půdě. Presto že Maddin považoval první premiéru filmu ve Winnipegu za neúspěch, John Paizs ho přesvědčil, aby film poslal do Mezinárodního filmového festivalu v Torontu, který ho přijal. Na festivalu se Maddin potkal s mnoha kanadskými filmaři, mezi nimi byli například Atom Egoyan, Jeremy Padeswa a Norman Jewison.
Maddin se poté soustředil na svůj první celovečerní film, Tales from the Gimli Hospital (1988), který také natáčel na 16mm černobílý film. Kyle McCulloh hrál roli Einara, osamělého rybáře, který se nakazí neštovicemi a v nemocnici soupeří o srdce mladých sestřiček s dalším pacientem jménem Gunnar (Michael Gotti). Původně se film jmenoval Gimli Saga podle amatérské historické knížky, kterou vytvořili různí islandští občané z místní komunity Gimli (sám Maddin má islandské kořeny). Film nebyl přijat do torontského filmového festivalu, a navíc také rozčílil některé z občanů Gimli, ti se domnívali, že film zlehčuje nákazu neštovic, která zdecimovala jejich populaci, přesto se ale dočkal kultovního statusu a utvrdil Maddinovu reputaci mezi tvůrci nezávislých filmů.

### ArchangelaCareful(1989–1997)
Poté co se Maddin prokázal jako schopný filmař a získal reputaci i mimo Kanadu, pustil se do práce na několika celovečerních filmech s většími rozpočty a tradičnějšími metodami produkce. Jeho druhý film, Archangel (1990), vypráví smyšlený příběh z dob bolševické revoluce v Archangelské oblasti. Boles, kanadský voják trpící amnézií, přijede do Archangelsku, zatímco první světová válka se schyluje ke konci. Zdá se ovšem, že kvůli bolševickému povstání postihla amnézie i místní obyvatele, kteří zapomněli, že válka se blíží ke konci. Boles si splete válečnici Veronkhu se svou ztracenou láskou Iris, a i přes pokračující boje se ji snaží získat. Bolese hraje Maddinův kamarád Kyle McCulloch a tento film také značí první oficiální spolupráci se scenáristou Georgem Tolesem.
Maddin natočil Archangel na černobílý 16mm film, inspiroval se žánrem „part-talkie“, což jsou převážně němé film s občasným dialogem nebo soundtrackem. Filmový kritik J. Hoberman film chválil a zdůraznil, že podobné stylistické volby jsou pro Maddinovu tvorbu typické: „Maddin se vyznačuje svou prapodivnou schopností objevit a využít zapomenuté kinematografické techniky.“
I ve svém třetím filmu Careful se Maddin zaměřil na jeden z raných filmových žánrů – německý horský film – tato volba mnohé překvapila, vzhledem k tomu, že „Umělý kopec, který je nejvyšším bodem Winnipegu, byl vytvořen přehozením trávníku přes smetiště." Careful (1992), na kterém opět spolupracoval s Tolesem, se odehrává v horském městě Tolzbad, jehož občané jsou nuceni potlačit své pocity, jelikož i ten nejmenší projev emocí by způsobil drtivou lavinu. Bratry Grigorsse (McCulloch) a Johanna (Neale) čeká zářná budoucnost v profesi komorníků, ale Johanna poblázní incestní touha po ovdovělé matce. Ta ho dožene k opuštění jeho snoubenky Klary a nakonec i k dramatické sebevraždě. Grigorss, který je zamilován do Klary, vstoupí do služeb Hrabě Knotkerse, který se také zamiloval do Grigorssovy matky. Klara přesvědčí Grigorsse, aby vyzval hraběte k duelu, což vyústí ve smrt Grigorssovy matky, otce Klary, Klary samotné a nakonec i Grigorsse.

### The Heart of the World,Dracula: Stránky z Deníku PanyaNejsmutnější hudba světa(1998-2003)
V době kdy netočil žádné filmy, začal Maddin učit filmové kurzy na Manitobské univerzitě, kde potkal a podporoval mladého filmaře Deco Dawsona. Na Maddina udělaly Dawsonovy krátkometrážní filmy dojem, a proto ho najal ke spolupráci na krátkém filmu pro torontský filmový festival. Maddin byl jedním z režisérů (mezi dalšími byli například Atom Egoyan a David Cronenberg) pověřených natočením 4minutového filmu, který by se promítal před projekcemi různých festivalových filmů. Maddin se doslechl, že ostatní režiséři plánují natočit své filmy s co nejméně záběry, proto se rozhodl, že jeho film jich naopak bude mít co nejvíce a příběhem se vyrovná celovečernímu filmu. Maddin tedy natočil The Heart of the World, inspiroval se ruským konstruktivismem a pojal zadání v doslovném slova smyslu, jako výzvu k natočení propagandistického filmu. Film je o dvou bratrech jménem Osip a Nikolaj, oba soupeří o lásku jedné a téže ženy, Anny, vědkyně zkoumající zemské jádro. Anna zjistí, že srdci světa hrozí smrtící infarkt, který by znamenal konec světa. Bratři se nenechají zaleknout šířící se panikou a snaží se na Annu udělat dojem. Zřízenec pohřebního ústavu Nikolaj se ji snaží zaujmout svou montážní linkou na balzamování, zatímco Osip, herec ztvárňující Krista, se spoléhá na ukázku svého utrpení. Místo nich Anna skončí se zlotřilým kapitalistou, kterého ovšem nakonec opustí a uškrtí. Poté se dostane do srdce světa, kde se jí podaří zachránit svět tím, že se sama změní na esenci filmu, čímž vytvoří „nové a lepší srdce – Kino!“ Maddin za film získal ocenění Genie Award za nejlepší krátký film.
Úspěch The Heart of the World značil pro Maddina začátek produktivního období, podařilo se mu natočit pět filmů v následujících osmi letech. Dalším byl Dracula: Stránky z deníku panny, ten má podobu zfilmovaného baletního představení Královského winnipegského baletu, které adaptuje román Drákula od Brama Stokera. Maddin se rozhodl natočit baletní film v netypickém stylu, a to za použití detailních záběrů a skokových střihů. Také se blízce držel původní předlohy, obsazením herce s čínskými kořeny zdůraznil xenofobní reakce ostatních postav. Film se těšil příznivým reakcím ze strany kritiků a vyhrál mnoho cen, jako například Grand Prix z mezinárodního televizního festivalu Zlatá Praha.
Maddinův další film, Nejsmutnější hudba světa, měl na kanadské poměry velký rozpočet 3,8 milionu dolarů a byl natáčen 24 dní. Maddin a Toles napsali film na základě scénáře, který vytvořil nositel Nobelovy ceny za literaturu, Kazuo Ishiguro. Z původního scénáře přejali „název, základní děj a soutěž, která má určit, jaká země má tu nejsmutnější hudbu,“ ale jinak jej přepsali. Děj se soustředí právě na tuto soutěž pořádanou pivní baronkou, Lady Helen Port-Huntleyovou (Rosselini). Chester Kent (McKinney), neúspěšný Broadwayský producent, se vrátí do domovského Winnipegu a soupeří se svým otcem Fjodorem a bratrem Roderickem o první cenu v hodnotě 25 000 dolarů. Zjistí se, že Chesterova přítelkyně Narcissa (de Medeiros) byla Roderickova žena, ale zapomněla na to kvůli amnézii způsobenou smrtí jejich syna, jehož srdce si Roderick schovává ve skleněné nádobě. Chester se znovu shledá s Helen, svou bývalou milenkou, která ztratila nohy při autonehodě. Fjodor, který je do Heleny zamilován, pro ni vyrobí skleněné, pivem plněné protézy nohou. Ty se jí sice líbí, ale Fjodora přesto odmítne, což vede k jeho opilé smrti. Soutěž končí tragicky, Narcissa si sice vzpomene na Rodericka a jejich syna, ale Heleniny skleněné nohy se rozbijí a Chester umře v hořící budově, zatímco dohrává svou poslední píseň.

### Cowards Bend the Knee,Brand Upon the Brain!,Můj Winnipeg(2003–2007)
Maddin natočil Cowards Bend the Knee jako sérii krátkých filmů pro torontskou uměleckou galerii The Power Plant, kterou spravoval Philip Monk. Dohromady těchto deset krátkých filmů tvořilo jeden plnohodnotný, i když trochu kratší, celovečerní film. Tento film je první v „autobiografické ‚trilogii o mě‘“, druhým je Brand Upon the Brain! (2006) a posledním je Můj Winnipeg (2007).
První díl je o vraždách, které za svého mládi spáchal fiktivní Guy Maddin (hrál ho Darcy Fehr), hokejista, jenž zapomene na svou milovanou, jelikož zemřela kvůli komplikacím při nelegálním potratu. Druhý díl této trilogie, Brand Upon the Brain! vznikl potom, co Maddina oslovila nezisková společnost The Film Company se sídlem v Seattlu, nabídli mu naprostou uměleckou svobodu, dokud se bude natáčet v Seattlu a s místními herci. Děj tohoto němého filmu se opět týkal fiktivního Guye Maddina (jako dospělého ho hrál Erik Steffen Maahs a jako dítě Sullivan Brown), jeho panovačná matka má na starost sirotčinec v bývalém majáku. Spolu s jejím manželem zde na dětech provádějí vědecké experimenty, které jí mají prodloužit život.
Poslední díl trilogie vznikl na základě pobídky k vytvoření dokumentu o domovském Winnipegu, konkrétně Maddinovi producent řekl: „Nestrkej mi tu zmrzlou díru, kterou všichni známe. Já chci jinej Winnipeg.“ Podle vlastních slov přistupoval Maddin k filmu jako k „docufantasii“, ve které se mísila „osobní minulost, občanská tragédie a mystické spekulování.“ Maddin do role sebe sama znovu obsadil Darcy Fehra a dokumentu dal metafikční strukturu, kde se Guy Maddin snaží „dofilmovat k odchodu“ ze zmrzlého města. Pronajme si svůj bývalý byt a zaměstná herce, aby hráli členy jeho rodiny a sehráli scény z dětství tak, jak si je pamatuje. Mezitím do dokumentu přidává fakta, historky, a vymyšlené příběhy o Winnipegu, jako například demolici Winnipegské hokejové arény, epidemii náměsíčnictví, každoroční návrat přízračných koňských hlav na zamrzlé řece a If Day (skutečná historická událost za druhé světové války, při níž měla falešná invaze nacistů zvýšit prodej válečných dluhopisů).

## Filmy
| Rok  | Název                           | Poznámky  |
| ---- | ------------------------------- | --------- |
| 1988 | Tales from the Gimli Hospital   |           |
| 1990 | Archangel                       |           |
| 1992 | Careful                         |           |
| 1997 | Twilight of the Ice Nymphs      |           |
| 2002 | Dracula: Stránky z deníku panny | němý film |
| 2003 | Cowards Bend the Knee           | němý film |
| 2003 | Nejsmutnější hudba světa        |           |
| 2006 | Brand Upon the Brain!           | němý film |
| 2007 | Můj Winnipeg                    |           |
| 2011 | Keyhole                         |           |

### Krátké filmy
- The Dead Father (1986)
- Mauve Decade (1989)
- Mauve Decade (1989)
- BBB (1989)
- Tyro (1990)
- Indigo High-Hatters (1991)
- The Pomps of Satan (1993)
- Sea Beggars nebo The Weaker Sex (1994)
- Odilon Redon nebo The Eye Like a Strange Balloon Mounts Toward Infinity (1995)
- Sissy Boy Slap Party nebo The Coming Terror (1995)
- The Hands of Ida (1995)
- Imperial Orgies nebo The Rabbi of Bacharach (1996)
- The Hoyden nebo Idylls of Womanhood (1998)
- The Cock Crew nebo Love-Chaunt of the Chimney (1998)
- Maldoror: Tygers (1998)
- Hospital Fragment (1999)
- Fleshpots of Antiquity (2000)
- The Heart of the World (2000)
- Fancy, Fancy Being Rich (2002)
- A Trip to the Orphanage(2004)
- Sombra Dolorosa (2004)
- Sissy Boy Slap Party (II)(2004)
- My Dad Is 100 Years Old (2006)
- Nude Caboose (2006)
- Odin's Shield Maiden (2007)
- Spanky: To the Pier and Back (2008)
- Glorious (2009)
- Send Her to the Electric Chair (2009)
- The Little White Cloud that Cried (2009)
- Night Mayor (2009)